# Sunrise Avenue
Sunrise Avenue, även kallat bara Sunrise Ave, är ett finskt pop- och rockband bildat år 2002. Gruppen slog igenom sommaren 2006 med den tredje singeln Fairytale Gone Bad från skivan On the Way to Wonderland. Låten spelades mest i finsk radio, på kanaler som NRJ och UusiKiss (numera Voice), men låten nådde även Sverige på hösten 2006. Låten fick även stora framgångar i bland annat Polen, Slovakien, Tyskland, Österrike, Schweiz och Grekland. Tyska tv-kanalen ZDF valde att ha den som titellåt under sina sändningar från franska cykeltävlingen Tour de France. 
Under året 2007 valdes låten Choose To Be Me som officiellt titelspår till tyska Big Brother och fick den vägen en hel del exponering vid varje sändning. 
Debutskivan har sålts i mer än 400 000 exemplar och singlarna från skivan har sålts i mer än 800 000 exemplar.
Samu Haber bildade bandet Sunrise när han var 16 år ihop med Jan Hohental. Bandet bytte namn till Sunrise Avenue efter att Haber flyttat tillbaka till Finland från Spanien, år 2002. Inga bandmedlemmar utöver Samu är desamma sedan Sunrisetiden. När Janne Kärkkäinen lämnade bandet 2007 fick Riku Rajamaa ta över och hans första riktiga live-spelning med bandet var på Klubben i Stockholm den 9 oktober 2007.

## Medlemmar
- Samu Haber (*2 april 1976 i Helsingfors) – låtskrivare, sångare, gitarrist
- Janne Kärkkäinen (*27 november 1976 i Vanda) – gitarrist, bakgrundssångare
- Raul Ruutu (*28 augusti 1975 i Vanda) – elbas, bakgrundssångare
- Jukka Backlund (*30 december 1982 i Helsingfors) – keyboardist, producent (sedan 2005)
- Sami Osala (*10 mars 1980 i Seinäjoki) – trummis (sedan 2005)
- Riku Rajamaa (*4 november 1975 i Helsingfors) – gitarrist, bakgrundssångare (sedan 2007)

## Diskografi

### Album
- On the Way to Wonderland (2006)
- Popgasm (2009)
- Out of Style (2011)

### Singlar
- All Because Of You (2006)
- Romeo (2006)
- Fairytale Gone Bad (2006)
- Forever Yours (2006)
- Diamonds (2007)
- Heal Me (2007)
- Choose to Be Me (2008)
- The Whole Story (2009)
- Not Again (2009)
- Welcome To My Life (2009)
- Hollywood Hills (2011)
- I Help You Hate Me (2017)

### DVD:n
- Live in Wonderland (2007)